# Rectoria de Centelles
La Rectoria de Centelles és un edifici de Centelles (Osona) inclòs a l'Inventari del Patrimoni Arquitectònic de Catalunya.

## Descripció
Es tracta d'una edificació que comunica amb la part posterior de l'església parroquial formant una volta d'arc rebaixat de totxana que conforma un passadís.
A la façana principal cal remarcar un portal dovellat rodó amb la inscripció "Ave Maria Purísima", a sobre hi ha una finestra i un balcó de pedra treballada.
En el segon pis hi ha una eixida i dos finestrals d'arc rebaixat.

## Història
L'església parroquial, construïda a partir de 1704 és una gran edifici de concepció barroca, però que perdé tots els seus retaules el 1936 i fou restaurat posteriorment amb gustos diferents a l'original.